# Cruziohyla
Cruziohyla es un género de anfibios anuros de la familia Phyllomedusidae distribuidos por Centroamérica y Sudamérica. Las especies de este género pertenecían al género Agalychnis hasta la reestructuración del género realizada en 2005.

## Especies
Se reconocen las 2 siguientes según ASW:
- Cruziohyla calcarifer (Boulenger, 1902)
- Cruziohyla craspedopus (Funkhouser, 1957)
- Cruziohyla sylviae Gray, 2018